# Drew Nicholas
Andrew Lawrence Nicholas (* 17. Mai 1981 in Hempstead, New York) ist ein ehemaliger US-amerikanischer Basketballspieler, der auf der Position des Shooting Guard spielte.

## Karriere
Nicholas begann mit dem Basketballspielen an der Long Island Lutheran Highschool in New York. 1999 wechselte er an die University of Maryland, wo er für vier Jahre aktiv war und 2002 die NCAA-Meisterschaft gewinnen konnte. 2003 wurde er bei den USBL-Drafts von den Texas Rim Rockers an 59. Stelle gewählt, wechselte jedoch noch im selben Jahr zum italienischen Verein Fabriano Basket. Nach weiteren Stationen bei Basket Livorno, dem spanischen Spitzenverein TAU Vitoria und Benetton Treviso, mit denen Nicholas seinen ersten Titel in Europa gewinnen konnte, wechselte er im Sommer 2006, als amtierender Top-Scorer der EuroLeague, zum türkischen Erstligisten Efes Pilsen. Mit Efes konnte Nicholas zwar bereits in seiner ersten Saison den türkischen Pokal gewinnen, fiel jedoch bei seinem Arbeitgeber in Ungnade, als er sich, zusammen mit drei weiteren amerikanischen Mitspielern, weigerte, zu einem Euroleague-Spiel bei Partizan Belgrad anzutreten. Nicholas begründete seine Entscheidung mit den politischen Unruhen nach der Unabhängigkeitserklärung Kosovos und der Empfehlung des Außenministeriums der Vereinigten Staaten Serbien als Reiseziel zu meiden. Von 2008 bis 2011 stand Nicholas beim griechischen Spitzenverein Panathinaikos Athen unter Vertrag.

## Erfolge
- NCAA-Meister: 2002
- Italienischer Meister: 2006
- Griechischer Meister: 2009, 2010, 2011
- Türkischer Pokalsieger: 2007
- Griechischer Pokalsieger: 2009
- EuroLeague: 2009, 2011

## Auszeichnungen
- Euroleague Alphonso Ford Top Scorer Trophy: 2006
- All-ACC 2nd Team: 2003
- Teilnahmen am griechischen All Star Game: 2009, 2010, 2011
- Sieger im Three-Point-Shootout Wettbewerb des griechischen All-Star-Games: 2010, 2011